# Trofeo Luxardo - Coppa del Mondo di Sciabola
Il Trofeo Luxardo - Coppa del Mondo di Sciabola nasce nel 1955 per iniziativa di Franco Luxardo. È l'unica tappa italiana della Coppa del Mondo di sciabola maschile. È stato assegnato solo per la competizione individuale fino al 1995, quando è stata istituita in via sperimentale anche la Coppa del Mondo a squadre. A partire da quell'anno è stato assegnato sia per il concorso individuale che per quello a squadre. È valido a tutti gli effetti anche per la Coppa del Mondo a squadre dal 2000, anno in cui la prova a squadre è stata ufficialmente inserita nel calendario dalla Federazione internazionale della scherma.
Dal 1955 al 1959 si è tenuto presso gli impianti del CUS Padova. Dal 1961 al 1975 si è svolto presso il Palasport Tre Pini di Padova e dal 1976 al 1998 al Palasport di Abano Terme per tornare poi a Padova. A partire dall'edizione del 2000, la competizione si svolge nell'impianto patavino PalaFabris. In alcune occasioni, dopo che la fase eliminatoria si era tenuta nei suddetti impianti, la fase finale si è svolta in prestigiosi edifici storici padovani: il Caffè Pedrocchi nel 1963, il Palazzo della Ragione nel 1972, 1973 e 1996, ed il Teatro Verdi dal 1998 al 2009.
Nel 2002, la fase finale del trofeo non si è disputata per l'astensione degli sciabolatori, che protestavano per la rimozione dal programma olimpico delle prove a squadre di fioretto femminile e sciabola maschile da parte della Federazione internazionale.

## Albo d'oro dell'individuale
Il record di vittorie nel Trofeo Luxardo appartiene al sovietico Viktor Sidjak con 5 successi, seguito dall'italiano Michele Maffei e dall'ungherese Imre Gedővári con 4.
- 1955 -  Carlo Turcato
- 1956 -  Giuseppe Comini
- 1959 -  Wladimiro Calarese

- 1961 -  Wojciech Zabłocki
- 1962 -  Tibor Pézsa
- 1963 -  Zoltán Horváth
- 1964 -  Pierluigi Chicca
- 1965 -  Tibor Pézsa (2)
- 1966 -  Péter Bakonyi
- 1967 -  Jerzy Pawłowski
- 1968 -  Vladimir Nazlymov
- 1969 -  Viktor Sidjak

- 1970 -  Ėduard Vinokurov
- 1971 -  Viktor Sidjak (2)
- 1972 -  Viktor Sidjak (3)
- 1973 -  Michele Maffei
- 1974 -  Viktor Sidjak (4)
- 1975 -  Vladimir Nazlymov (2)
- 1976 -  Michele Maffei (2)
- 1977 -  Viktor Sidjak (5)
- 1978 -  Imre Gedővári
- 1979 -  Michele Maffei (3)

- 1980 -  Michele Maffei (4)
- 1981 -  Michail Burcev
- 1982 -  Imre Gedővári (2)
- 1983 -  Imre Gedővári (3)
- 1984 -  Imre Gedővári (4)
- 1985 -  Vasil Etropolski
- 1986 -  Andrej Alchan
- 1987 -  Andrej Alchan (2)
- 1988 -  Vasil Etropolski (2)
- 1989 -  Grigorij Kirienko

- 1990 -  Laurent Couderc
- 1991 -  Vadim Gutcajt
- 1992 -  Vilmoș Szabo
- 1993 -  Tonhi Terenzi
- 1994 -  Florin Lupeică
- 1995 -  Grigorij Kirienko (2)
- 1996 -  Stanislav Pozdnjakov
- 1997 -  Sergej Šarikov
- 1998 -  Stanislav Pozdnjakov (2)
- 1999 -  Luigi Tarantino

- 2000 -  Damien Touya
- 2001 -  Stanislav Pozdnjakov (3)
- 2002 - Finale non disputata[4]
- 2003 -  Domonkos Ferjancsik
- 2004 -  Sergej Šarikov (2)
- 2005 -  Mihai Covaliu
- 2006 -  Nicolas Limbach
- 2007 -  Mihai Covaliu (2)
- 2008 -  Tamas Decsi
- 2009 -  Luigi Tarantino (2)

- 2010 -  Áron Szilágyi
- 2011 -  Gu Gyo-Dong
- 2012 -  Nicolas Limbach (2)
- 2013 -  Diego Occhiuzzi[5]
- 2014 -  Áron Szilágyi (2)
- 2015 -  Kamil Ibragimov
- 2016 -  Aldo Montano
- 2017 -  Andras Szatmari
- 2018 -  Eli Dershwitz
- 2019 -  Luca Curatoli

- 2020 - non disputato per Covid
- 2021 - non disputato per Covid
- 2022 -  Áron Szilágyi (3)
- 2023 -  Michele Gallo